# 萨尔茨卡默古特

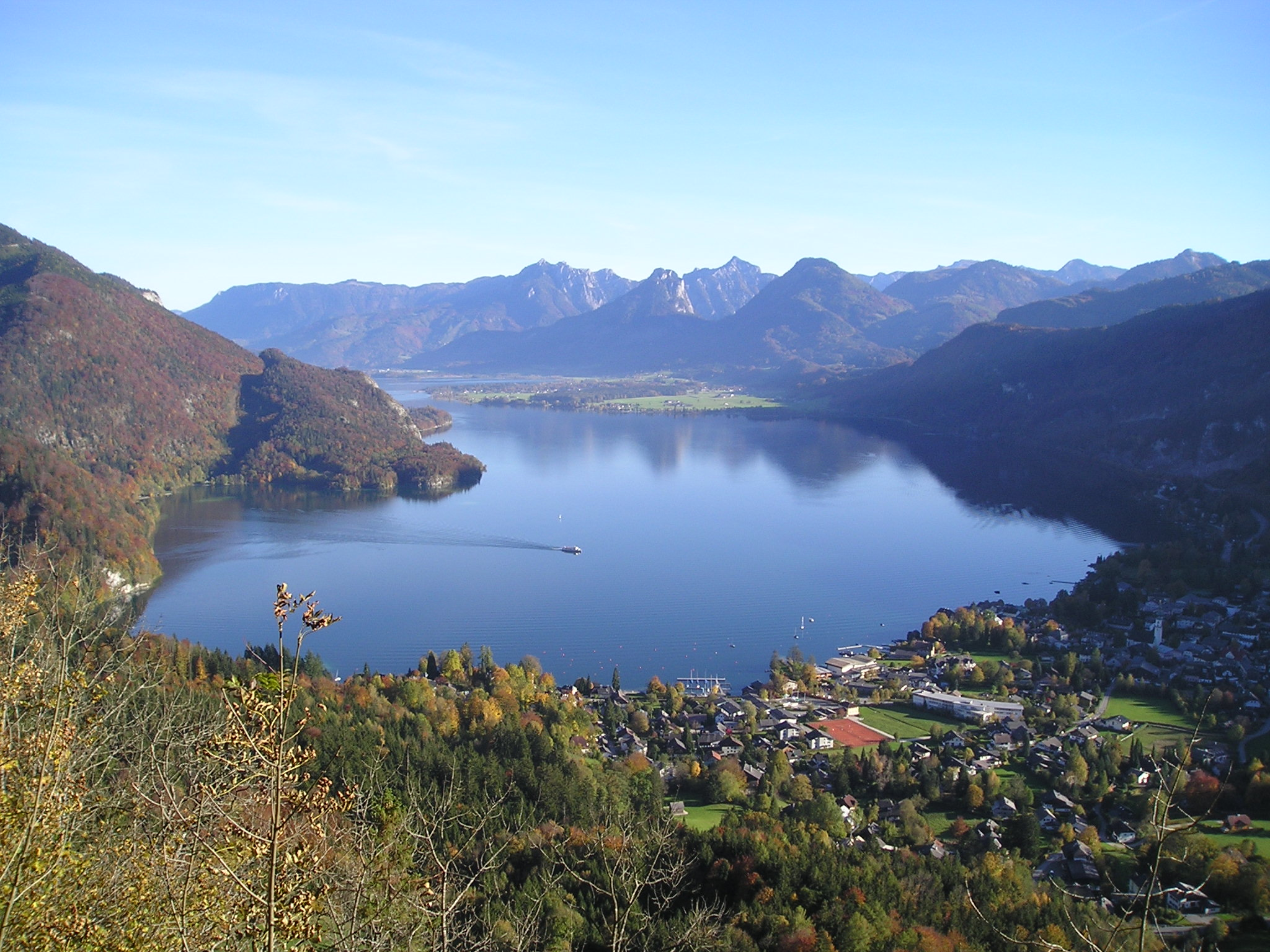
沃尔夫冈湖

萨尔茨卡默古特（德語：Salzkammergut）是奥地利的一个度假区，它从萨尔茨堡到达赫施泰因山山脉，跨越上奥地利州（80%）、萨尔茨堡州（7%）和施蒂里亚州（13%）。当地主要河流是多瑙河的支流特劳恩河。“萨尔茨卡默古特”的意思是“盐业商会的产业”，盐业商会负责管理哈布斯堡帝国的盐矿。
凭借其众多的湖泊和山脉，萨尔茨卡默古特提供了许多机会参加水上运动、洗澡、登山、自行车和高尔夫以及在Grundlsee或Toplitz湖等湖泊周围放松。Katrinalm是一个高山牧场，位于巴特伊施尔附近。典型的萨尔茨卡默古特烹饪专业包括菜式，如皇帝煎餅（cut-up和糖水煎饼葡萄干）、Krapfen（类似于甜甜圈）或薑餅。
1997年，这一地区的大部分被列为世界遗产，得到如下评语:“在萨尔茨卡默古特壮丽的自然景观中，人类活动开始于史前时期，开采盐矿，从公元前2000年到20世纪中叶，这一资源构成地区繁荣的基础，其繁荣反映于哈尔施塔特镇的优美建筑。”

## 湖泊
萨尔茨卡默古特包括许多湖泊：
- 蒙德湖
- 阿特湖
- 哈尔施塔特湖
- 特劳恩湖
- 沃尔夫冈湖